# ウヤル
ウヤル（モンゴル語: Uyar, 中国語: 吾也而, 大定3年（1163年） - 憲宗8年9月6日（1258年10月4日））とは、モンゴル帝国に仕えた千人隊長の一人。『元史』などの漢文史料では吾也而(wúyĕér)、『集史』などのペルシア語史料ではウーヤール・ワーンシー/اویار وانشی(Ūyār Wānshī)と記される。ワーンシー(Wānshī)とは漢語「元帥」の音訳であり、実際に『集史』と同一の史料源を持つ『聖武親征録』では「烏葉児元帥」と表記されている。

## 概要
『元史』の列伝によるとウヤルはモンゴル部サルジウト氏(珊竹氏)の出身であり、父のトルグチャル(図魯華察)は武勇なことで知られていたという。ウヤルは1206年のモンゴル帝国建国の後、カラヒタイ(契丹)兵を率いてチンギス・カンに帰順し、千人隊長に任ぜられた。チンギス・カンの金国侵攻に従軍したウヤルは1210年、金の東京路(現在の遼陽方面)攻略に功績を挙げた。1214年には太師ムカリを司令官とする北京攻略軍に所属し、金将の撻魯や趙守玉といった有力者を討ち取るという功績を挙げた。
1215年、ムカリ率いる北京方面軍は北京に迫ると金の守将銀青が20万の軍勢を率いて戦いを挑んだが、モンゴル軍はこれを破って8万人余りを討ち取った。続いて北京を包囲すると城内のキタイ(契丹)兵が銀青を殺して寅答虎を指導者とし、モンゴル軍に投降した。ムカリは北京の攻略に手間取ったことに怒り城内を皆殺しにしようとしたが、蕭エセンが諫めたために取りやめ、寅答虎に北京城を任せると同時にウヤルが軍を率いて北京に駐屯することとなった。1216年には溜石山の攻略に携わり、また錦州で叛乱を起こした張致を討伐する功績を挙げた。また、翌1217年には興州監軍の重児が叛乱を起こし、ウヤルが討伐に赴いたところ、戦闘中にウヤルの軍馬が射倒されたため配下の軍勢は怒り奮闘し、反乱軍を大いに破ったという。
同1217年8月、ジャライル部の太師ムカリは太師・国王に封ぜられ、中央アジアのホラズム・シャー朝に遠征に向かうチンギス・カンに代わって東アジア方面軍を率いることとなった。ムカリ率いる「左翼軍」にはジャライル部・コンギラト部・イキレス部・マングト部・ウルウト部から成る「左手の五投下」とウヤル率いるキタイ(契丹)兵、耶律禿花率いるジュルチ(女真)兵が所属しており、これ以後ウヤルはムカリの指揮下で金朝との戦いに臨むこととなる。
1221年には延安の攻略中に右股に矢を受けたものの力戦して勝利を収め、葭州・鄜州を攻略して金梟将張鉄槍を捕らえた。1222年には鳳翔及びその属州を攻略し、1223年に入るとチンギス・カン最後の遠征となる西夏遠征に従軍した。

### オゴデイ・カアンの治世
1229年、オゴデイ・カアンが即位するとウヤルはサリクタイとともにタンマチを率いて遼東へ遠征することを命じられた。これ以後、ウヤルは遼東及び高麗の征服に従事することとなる。1231年、サルタイとともにウヤルは高麗に侵攻し、受・開・龍・宣・泰・葭といった諸城を攻略したため、モンゴル軍を恐れた高麗は講和を求め、これに対しウヤルは「高麗より質子を出すならば侵攻を留めるだろう」と回答した。1241年、高麗は永寧公王綧を質子としてオゴデイ・カアンの下に派遣したため、オゴデイ・カアンは大いに喜び、ウヤルを北京・東京・広寧・蓋州・平州・泰州・開元府七路の征行兵馬都元帥とし、ウヤルは虎符を帯びた。

### モンケ・カアンの治世
1251年、モンケ・カアンが即位するとウヤルは東夷の事情についてモンケより質問を受け、そこでウヤルは「臣は老いたりといえどもまだ軍を率いて敵国を下すことができます。まして東夷のような小勢力ならなおさらです」と答えた。また、モンケ・カアンが酒はどれだけ飲むかと問うたところ、ウヤルは「カアンより賜った分だけ」と答えた。そこでウヤルはたまたま側に居た駙馬都尉と飲み比べをし、モンケ・カアンはその様子を見て大いに笑い、錦衣の名馬を与えたが、その後にわかにウヤルは病であると言って帰還した。
1257年、ウヤルは再び朝廷を訪れたがモンケ・カアンはその高齢を憐れみ、「チンギス・カンの時代より今に至るまで働き、過ちのない者はもはや卿のみである」と語った。そこでモンケ・カアンはウヤルに厚く下賜品を与え、その子供アタカイ(阿海)に都元帥の職を授けた。
翌1258年10月3日(旧暦九月辛亥/5日)、隕石が音を立てて落ち、それを見たウヤルは「私は死ぬだろう」と語り、その翌日にウヤルは亡くなった。享年は96歳であった。
子は4人おり、最も有名であったのが霅礼で、オゴデイ・カアンの時代に北京等路ダルガチの職を授けられた。クビライ・カアンの即位後には改めて昭勇大将軍・河間路総管の職を授けられている。また、孫のクンドカイ・ヘザネチはアリク・ブケ家のメリク・テムルに仕えている。

## 子孫
- ウヤル元帥（Uyar,吾也而／اویار وانشیŪyār Wānshī）
  - アタカイ（Ataqai,阿海／اتاقیAtāqai）
    - クンドカイ・ヘザネチ（Qundqai,／قندقای خزینه چیQundqāī Khīzanechī）